# Nad Tatrou sa blýska
Nad Tatrou sa blýska (Nad Tatrami se bliska) je državna himna Slovaške. Pesem je nastala leta 1844, ko so se bratislavski študentje odpravili v Levočo na protestno zborovanje v podporo Ľudovítu Štúru (slovaški pesnik, jezikoslovec in duhovni vodja slovaškega narodnega prebujenja), ki so ga Madžari zaprli. Avtor besedila je Janko Matúška, melodijo pa so prevzeli od ljudske pesmi Kopala studienku (Kopala je vodnjak). Pesem se je prijela med gibanjem slovaških prostovoljcev v letih 1848 in 1849, prvič so jo natisnili leta 1851 pod naslovom Dobrovoľnícka (Pesem prostovoljcev). Leta 1920 je postala del češkoslovaške himne (prvi del je predstavljala današnja češka himna Kde domov můj), državna himna pa je postala 1. januarja 1993, ko je Češkoslovaška razpadla na neodvisni državi Češko in Slovaško. Ob tej priložnosti so tretjo vrstico spremenili iz »Zastavme sa bratia« (ustavimo se, bratje) v »Zastavme ich bratia« (ustavimo jih, bratje).

## Besedilo
Spodaj je podano besedilo himne v slovaškem izvirniku in
prevodu v slovenščino. Za himno veljata le prvi dve kitici, ki sta
izpisani odebeljeno:
| Nad Tatrou sa blýska hromy divo bijú. Zastavme ich bratia, ved' sa ony stratia, Slováci ožijú. To Slovensko naše posiaľ tvrdo spalo. Ale blesky hromu vzbudzujú ho k tomu, aby sa prebralo. Už Slovensko vstáva putá si strháva Hej rodina milá hodina odbila, žije matka Sláva Ešte jedle rastú na krivánskej strane Kto jak Slovák cíti, nech sa šable chytí, a medzi nás vstane |  | Nad Tatrami se bliska Nad Tatrami se bliska, in divje grmi. Bratje, ustavimo jih, vidite, konec bo njih, Slovaki bodo obujeni. To je naša Slovaška, ki dolgo je spala. Toda pesem gromkih strelá ji volje dovolj da, da zdaj bo vstala. Slovaška že vstaja, si trga vezi. Hej, družina mila, ura je odbila, mati Slavija naj živi. Jelke še rastejo po kriváňski strmini. Kdor kot Slovak živi, naj se z mečem bori v naši sredini. |  | Nad Tatrami se bliska - dobesedni prevod Nad Tatrami se bliska, in divje grmi. Ustavimo jih, bratje in videli boste, da bodo izginili, Slovaki bodo preporojeni. To je naša Slovaška, ki je dolgo spala. Toda gromska strela jih bo spodbudila k prebujenju. Slovaška že vstaja, trga si okove. Hej, draga družina, ura je odbila, naj živi mati Slavija. Jelke še rastejo na kriváňskem pobočju. Kdor čuti kot Slovak, naj vzame meč in stopi med nas. |